# 浪速の名橋50選
浪速の名橋50選（なにわのめいきょう50せん）とは、大阪市に架かる全橋梁を対象に社団法人 土木学会関西支部 が名橋として選定したものである。
以下の50橋が選定されている。

## 選定橋梁
50音順
- 相合橋 （あいあうばし）
- 猪飼野新橋 （いかいのしんばし）
- 今橋 （いまばし）
- 戎橋 （えびすばし）
- 大江橋 （おおえばし）
- 大坂橋 （おおさかばし）
- 大浪橋 （おおなみばし）
- かもめ大橋 （かもめおおはし）
- 川崎橋 （かわさきばし）
- 神崎橋 （かんざきばし）
- 木津川橋 （きづがわばし）
- 京橋 （きょうばし）
- 源八橋 （げんぱちばし）
- 高麗橋 （こうらいばし）
- 此花大橋 （このはなおおはし）
- 桜宮橋 （さくらのみやばし）
- 下大和橋 （しもやまとばし）

- 十三大橋 （じゅうそうおおはし）
- 常安橋 （じょうあんばし）
- 昭和橋 （しょうわばし）
- 心斎橋 （しんさいばし）
- 新鴫野橋 （しんしぎのばし）
- 新淀川大橋 （しんよどがわおおはし）
- 水晶橋 （すいしょうばし）
- 菅原城北大橋 （すがはらしろきたおおはし）
- 住吉反橋 （すみよしそりはし）
- 雪鯨橋 （せつげいきょう）
- 栴檀木橋 （せんだんのきばし）
- 千本松大橋 （せんぼんまつおおはし）
- 大黒橋 （だいこくばし）
- 大正橋 （たいしょうばし）
- 玉江橋 （たまえばし）
- 玉津橋 （たまつばし）
- 天神橋 （てんじんばし）
- 天満橋 （てんまばし）
- 豊里大橋 （とよさとおおはし）
- 長柄橋 （ながらばし）
- 難波橋 （なにわばし）
- 錦橋 （にしきばし）
- 日本橋 （にっぽんばし）
- 肥後橋 （ひごばし）
- 平野橋 （ひらのばし）
- 鉾流橋 （ほこながしばし）
- 本町橋 （ほんまちばし）
- 港大橋 （みなとおおはし）
- 大和橋 （やまとばし）
- 葭屋橋 （よしやばし）
- 淀川大橋 （よどがわおおはし）
- 淀屋橋 （よどやばし）
- 渡辺橋 （わたなべばし）